# Homer (Alasca)

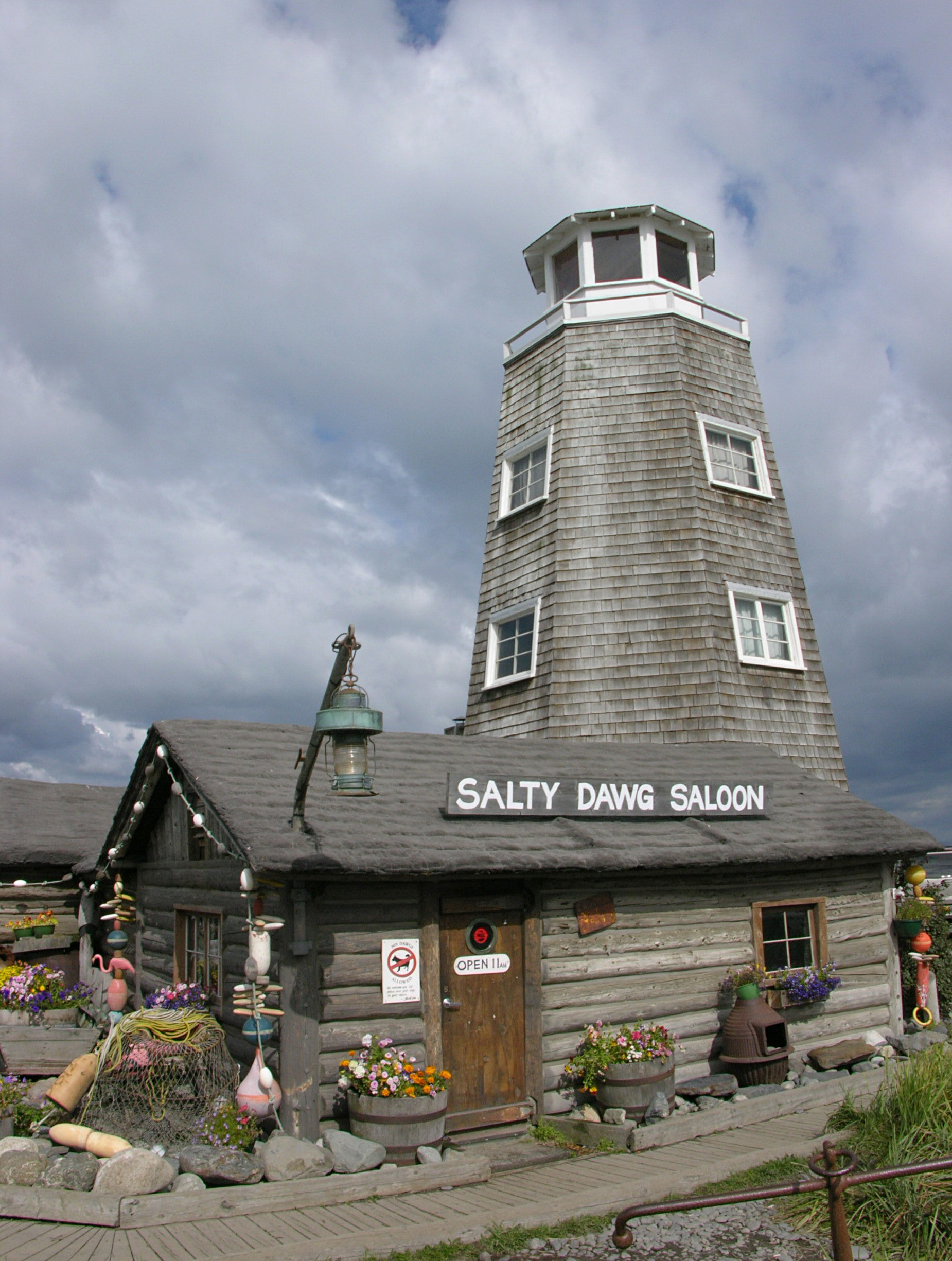

Homer é uma cidade localizada no estado americano de Alasca, no Distrito de Kenai Peninsula. A cidade foi fundada na década de 1890, e incorporada em março de 1964.

É uma cidade localizada no final da Autoestrada Sterling, sendo um destino popular para ver as Northern lights.

## Demografia
Segundo o censo americano de 2000, a sua população era de 3946 habitantes.
Em 2006, foi estimada uma população de 5524, um aumento de 1578 (40.0%).

## Geografia
De acordo com o United States Census Bureau, a localidade tem uma área de 58,1 km², dos quais 27,4 km² cobertos por terra e 30,7 km² cobertos por água.

## Localidades na vizinhança
O diagrama seguinte representa as localidades num raio de 20 km ao redor de Homer.